# Христовци (Габровская область)
Христовци (болг. Христовци) — село в Болгарии. Находится в Габровской области, входит в общину Трявна. Население составляет 5 человек.

## Политическая ситуация
Кмет (мэр) общины Трявна — Драгомир Иванов Николов (независимый) по результатам выборов в правление общины.